# 1277 Dolores
1277 Dolores (1933 HA) là một tiểu hành tinh vành đai chính được phát hiện ngày 18 tháng 4 năm 1933 bởi Neujmin, G. ở Simeis.